# 志村貴子
志村 貴子（しむら たかこ、1973年10月23日 - ）は、日本の漫画家、同人作家。女性。
1997年に『ぼくは、おんなのこ』でデビューし、幅広い作品を執筆。代表作『青い花』『放浪息子』はテレビアニメ化され、2015年には『淡島百景』で第19回文化庁メディア芸術祭マンガ部門優秀賞を受賞。2020年に『どうにかなる日々』がアニメ化され劇場公開され、2025年には『おとなになっても』が実写ドラマ化。その他、『敷居の住人』『こいいじ』『娘の家出』『オンリー・トーク』など著書多数。2025年現在、「週刊ビッグコミック スピリッツ 」にて『そういう家の子の話』、「Kiss」にて『ハツコイノツギ』、「週刊文春WOMAN」にて『ふたりでひとり暮らし』を連載中。

## 人物
1997年に『コミックビーム』（エンターブレイン）2月号掲載の『ぼくは、おんなのこ』でデビュー。その後、同誌で初連載『敷居の住人』を執筆。以後、徐々に活動の場を広げ、『マンガ・エロティクス・エフ』（太田出版）や『Kiss』（講談社）など、様々な雑誌で作品を発表している。代表作は『敷居の住人』『どうにかなる日々』『放浪息子』『青い花』『こいいじ』など。
『ぼくは、おんなのこ』掲載以前は、成人向け漫画雑誌『漫画スーパーエロス』1993年4月号（司書房）に、志村貴子名義の短編『LOVELY』が掲載されており、ほかにも「加藤マサイチ」や「東京堂えるえる」などの名義で『パピポ外伝』（フランス書院）などに、成人向けではない短編を散発的に発表していたが、これらの短編群は公式にはデビュー扱いとされておらず、すべて単行本未収録。単行本化の予定もない。
2012年に米国図書館協会の若者向けサービス部門（YALSA）が選出する「12歳から18歳向けの優秀なグラフィック・ノベル 2012年（2012 Great Graphic Novels for Teens）」のベスト10に、英訳版『放浪息子』1巻（『Wandering Son V. 1.』Fantagraphics Books、2011）が選ばれた。
2023年6月現在、ハロー!プロジェクトのアイドルグループに興味を持っており、ファンクラブにも入会している。
2023年3月にSNSで自身が宗教2世であることを公表し、そのきっかけとして菊池真理子の『「神様」のいる家で育ちました 〜宗教2世な私たち〜』を読んだことを挙げている。2025年には『そういう家の子の話』を刊行し、自身が当事者として抱えてきた宗教2世の葛藤と日常を群像劇として描いた。公表以前の作品にも『青い花』では登場人物の母親が宗教に傾倒する描写があり、『淡島百景』には『そういう家の子の話』のプロトタイプともいえるエピソードが描かれていた。

## 作品リスト

### 漫画作品

#### 連載作品
- 敷居の住人（『コミックビーム』エンターブレイン 1997年12月号 - 2002年7月号）
- どうにかなる日々（『マンガ・エロティクス・エフ』太田出版 15号 2002年 - 26号 2004年）
  - 同名の漫画単行本1巻には下記作品も収録
  - 無毛信仰（『マンガ・エロティクス・エフ』太田出版 14号、2002年）
  - ハッピーなエンド（『麗人』竹書房 2001年11月号）
  - 先生のくせに（『麗人』竹書房 2002年11月号）
- ラヴ・バズ（『ヤングキング別冊キングダム』少年画報社 2002年11号 - 2004年10号、『ヤングキングアワーズ』少年画報社 2005年1月号 - 9月号）
- 放浪息子（『コミックビーム』エンターブレイン 2002年12月号 - 2013年8月号）
- 青い花（『マンガ・エロティクス・エフ』太田出版 30号 2004年 - 82号 2013年）
- ルート225（『月刊少年シリウス』講談社 2007年3月号 - 2008年3月号）- 原作：藤野千夜
- かわいい悪魔（『ヤングキングアワーズ増刊アワーズプラス』少年画報社 2006年6月号 - 2007年1月号）- 掲載誌休刊のため4話で中断、5話は書き下ろし
  - 同名の漫画単行本には下記作品も収録
  - あたいの夏休み（『コミックハイ!』双葉社 15号 2006年）
  - すてきなあのこ（『コミックブレイド増刊 ZEBEL』マッグガーデン 1号 2004年）
  - 中学生（『季刊GELATIN』ワニマガジン社 2009年なつ号）
  - とあるひ（『ease』宙出版 1号 2004年）
  - 変身（『ease』宙出版 2号 2005年）
  - 不肖の息子（『ジャンプスクエア』集英社 2009年8月号）
- 淡島百景（WEBマガジン『ぽこぽこ』→『Ohta Web Comic』、太田出版 2011年6月7日[10] - 2024年3月15日[11]）※不定期
- 娘の家出（『ジャンプ改特別編集ガールズジャンプ 2012』集英社に読み切り掲載、『ジャンプ改』（同）2012年11月号から2013年1月号まで集中連載後、2014年4月号から本格連載。）
- わがままちえちゃん（『コミックビーム』エンターブレイン 2014年4月号 - 2015年3月号）
- こいいじ（『Kiss』講談社 2014年10月号 - 2019年1月号）
  - ハツコイノツギ（『Kiss』講談社 2024年6月号[12] - ） - 『こいいじ』のスピンオフ[12]。
- さよなら、おとこのこ（『MAGAZINE BE×BOY』リブレ出版 2016年6月号 - ）
- おとなになっても（『Kiss』、講談社）2019年 - 2023年
- ブルーム・ブラザーズ（『on BLUE』、祥伝社 vol.36[13] - vol.55、2018年 - 2021年）
- オンリー・トーク（原作：一穂ミチ、『on BLUE』、祥伝社 vol.70[14] - vol.75[15]、2024年 - 2025年）
- そういう家の子の話（『ビッグコミックスピリッツ』2024年26号[16] - ）

#### 読み切り
- 生活維持省（『ミステリーボニータ』秋田書店 2003年4月号） - 原作：星新一。『コミック☆星新一 午後の恐竜』秋田書店〈ボニータコミックス〉2003年、ISBN 4-253-10460-6、B6判に収録。同書の表紙イラストも担当。
- NEVER MIND（『月刊少年エース1998年1月号増刊 エースダッシュ』角川書店 Vol.2）
- ぼくは、おんなのこ（『コミックビーム』エンターブレイン 1997年2月号）
  - 同名の漫画単行本に以下も収録。
  - 楽園に行こう（『まんがタイムファミリー2000年4月号増刊 まんがタイムナチュラル』竹書房）
  - 少年の娘（『まんがタイムスペシャル2001年4月号増刊 まんがタイムDash!』竹書房）
  - アケミのテーマ テルオ編（『まんがライフオリジナル』竹書房 2001年9月号）
  - アケミのテーマ ヨシオ編 - 描き下ろし
  - アケミのテーマ ハルオ編 - 描き下ろし
  - 花（『まんがタイムスペシャル2001年11月号増刊 まんがタイムDash!』竹書房）
  - sweet16 - 描き下ろし
- 猫びより（『MELODY』白泉社 2008年4月号）- 『めろねこ』同〈花とゆめコミックススペシャル〉2012年、ISBN 978-4-592-19897-0、A5判に収録。
- 隣人（『シンカン』朝日新聞出版 Vol.2 2010年）
- ビューティフル・マンデー（『FEEL YOUNG』祥伝社 2016年7月号）
- ビューティフル・チューズデー（『FEEL YOUNG』祥伝社 2016年12月号）
- ふたりでひとり暮らし（『週刊文春WOMAN』Vol.20[17]）
- まじわる中央感情線　(『ビッグコミックスピリッツ』小学館　2024年8号)
- #異世界オバサン #転生課のマチコさん（『JOUR』2024年11月号） - 『#アンソロジー #レンアイ離婚 #異世界オバサン』に収録。

### 漫画単行本
詳細は各リンク先を参照。
- 『敷居の住人』、アスキー〈アスペクトコミックス〉1998年 - 1999年、1巻 - 3巻、B6判
  - （改定版）エンターブレイン（ビームコミックス）2000年 - 2002年、全7巻、B6判 - 1巻から3巻が出版社・レーベル変更による改訂版
  - （新装版）（同）〈同〉2009年、全6巻、A5判
- 『どうにかなる日々』、太田出版〈Fコミックス〉2003年 - 2004年、全2巻、A5判
  - （新装版）太田出版 2015年、全2巻
- 『ラヴ・バズ』、少年画報社〈YKコミックス〉2003年 - 2005年、全3巻、コミック版
  - （新装版）エンターブレイン〈ビームコミックス〉2011年、全3巻、A5判
- 『放浪息子』、エンターブレイン〈ビームコミックス〉2003年 - 2013年、全15巻、B6判
- 『ぼくは、おんなのこ』、エンターブレイン〈ビームコミックス〉2004年、全1巻、B6判
- 『青い花』、太田出版〈Fコミックス〉2006年 - 2013年、全8巻、A5判
- 『ルート225』、講談社〈シリウスKC〉2008年、全1巻、コミック版、原作：藤野千夜
- 『かわいい悪魔』、太田出版〈Fコミックス〉2010年、全1巻、B6判
- 『娘の家出』、集英社〈ヤングジャンプコミックス〉2014年 - 2017年、全6巻、コミック版
- 『わがままちえちゃん』、KADOKAWA/エンターブレイン〈ビームコミックス〉2015年、全1巻、B6判
- 『淡島百景』、太田出版〈Fコミックス〉2015年 - 2024年、全5巻、コミック版
- 『こいいじ』、講談社、2015年 - 2019年、全10巻、コミック版
- 『起きて最初にすることは』、リブレ出版〈シトロンコミックス〉2015年、全1巻、B6判
- 『さよなら、おとこのこ』、リブレ出版〈ビーボーイコミックスデラックス〉2017年 - 2020年、全3巻
- 『ビューティフル・エブリデイ』、祥伝社〈フィールコミックス〉2018年 - 2021年、全3巻
- 『おとなになっても』、講談社〈KC KISS〉2019年 - 2023年、全10巻
- 『ブルーム・ブラザーズ』、祥伝社〈on BLUEコミックス〉2020年 - 2022年、全2巻
- 『ストリートファイターIII―4コマ決定版』、新声社 〈ゲーメストコミックス〉1997年
- 『ハツコイノツギ』、講談社〈KC Kiss〉2024年 - 、既刊2巻（2025年6月13日現在）
  1. 2024年12月13日発売[18][19]、ISBN 978-4-06-537843-4
  2. 2025年6月13日発売[20]、ISBN 978-4-06-539794-7
- 『オンリー・トーク』祥伝社〈on BLUE comics〉、2025年4月25日発売[21]、ISBN 978-4-396-78602-1
- 『そういう家の子の話』、小学館〈ビッグコミックス〉2025年 - 、既刊1巻（2025年5月30日現在）
  1. 2025年5月30日発売[22][23]、ISBN 978-4-09-863466-8

### イラスト
- 今夜は眠れない・夢にも思わない（2002年、宮部みゆき著、角川書店） - 表紙イラスト
- はさんではさんで（2008年、甘木つゆこ著、マガジンハウス） - 表紙イラスト
- なのはなフラワーズ 第1巻（2009年、青木俊直著、芳文社） - 帯イラスト&コメント寄稿
- 哄う合戦屋（2009年、北沢秋著、双葉社） - 表紙イラスト
- マイナークラブハウスシリーズ（2009年、木地雅映子著、ジャイブ） - 表紙イラスト
- 龍馬伝（2010年、蒔田陽平著、角川つばさ文庫） - 表紙イラスト&挿絵
- ありがとう、さようなら（2010年、瀬尾まいこ著、MF文庫ダ・ヴィンチ） - 表紙イラスト
- カンナ道のむこうへ（2012年、くぼひでき著、小峰書店） - 表紙イラスト&挿絵
- 夏のバスプール（2012年、畑野智美著、集英社） - 表紙イラスト
- 晴追町には、ひまりさんがいる。（2015年、野村美月著、講談社タイガ） - 表紙イラスト
- 青年のための読書クラブ（2017年、桜庭一樹著、新潮文庫nex） - 表紙イラスト
- 君と星の話をしよう（2017年、相川真著、集英社オレンジ文庫）- 表紙イラスト
- The MANZAI（2018年、あさのあつこ著、角川文庫） - 表紙イラスト
- リトルガールズ（2018年、錦見映理子著、筑摩書房） - 表紙イラスト
- あこがれ（2018年、川上未映子著、新潮文庫）- 表紙イラスト
- 東京パパ友ラブストーリー（2019年、樋口毅宏著、講談社）- 表紙イラスト
- はんぶんこの、おぼろくん（2019年、犬飼鯛音著、KADOKAWA）- 表紙イラスト
- ギブミー・チョコレート（2019年、飯島敏宏著、KADOKAWA）- 表紙イラスト
- 金木犀とメテオラ（2020年、安壇美緒著、集英社）- 表紙イラスト
- 水槽の中（2022年、畑野智美著、KADOKAWA）- 表紙イラスト

### アニメ
- TVアニメ 懺・さよなら絶望先生 （2009年） - 第7話エンドカード
- TVアニメ アルドノア・ゼロ （2014年） - キャラクター原案
- TVアニメ バッテリー （2016年） - キャラクター原案
- TVアニメ オーバーテイク! （2023年） - キャラクター原案

### その他
- 『ユリイカ 詩と批評 総特集 志村貴子 『敷居の住人』『放浪息子』『青い花』から『淡島百景』、そして『こいいじ』へ』（2017年11月臨時増刊号、青土社）
- AKB48「センチメンタルトレイン」ミュージック・ビデオ（イラスト）
- ゲーム『東京放課後サモナーズ』 - 一部キャラクターデザイン[24]

## 備考
過去に「青い花」（2009年）、「放浪息子」（2011年）がテレビアニメ化されているが、いずれの作品にも作中で別の志村作品のキャラクターがカメオ出演している。アニメ版「青い花」の第4話ではプラットホームで電車を待つモブの中に「放浪息子」の二鳥修一が登場している他、アニメ版「放浪息子」の最終話では、文化祭のお客に混ざって「敷居の住人」の本田千暁と菊池ナナコが登場し、「放浪息子」と「敷居の住人」の両方に登場している兼田健太郎に「珍しい」と声をかけられるシーンがある。